# نازنین فاتحی
نازنین فاتحی (متولد سال ۱۹۸۷ میلادی) یک زن کُرد اهل ایران بود که در ۱۷ سالگی به خاطر دفاع از خود در برابر تجاوز جنسی، مرتکب به قتل شده بود. وی پس از دو سال تحمل حبس، از اتهام قتل عمد تبرئه شده و با پرداخت دیه (به وسیلهٔ کمک‌های مردمی) آزاد شد.

## قتل
نازنین فاتحی در دادگاه حادثه را اینگونه تشریح کرده‌است:در روز حادثه سه پسر جوان به قصد تجاوز به او و برادر زاده پانزده ساله اش به آنها حمله کردند و چون کسی به کمک آنها نیامده، در یک لحظه چاقو را از جیب خود درآورده و ضربه‌ای به دست یکی از «پسرهای مزاحم» وارد ساخته‌است. وی سپس شرح می‌دهد که بعد از فرار ناموفق «آنها به سمت ما هجوم آوردند و من هم با همان چاقو یک ضربه به سینه یکی از پسرهای مزاحم وارد آوردم که باعث مرگش شد.» وی با کمک ایجاد کمپین‌های مردمی و بعد از دو سال تبرئه شد.